# لاكشمي ميتال
لاكشمي نيفاس ميتال (بالهندية लक्ष्मी निवास मित्तल) هو رجل صناعة هندي أغني شخص في الهند وهو رابع أغنى شخص في العالم. ولد في 15 حزيران 1950 في قرية سادولبور (راجاستان، الهند). ولكن، يعيش في مدينة لندن.
إنه متزوج وعنده ولد (آديتيا)، وابنة (فانيشا).

## قبل العام 2005
كان نسبه فقير وكان من جنس آغاروال (تجّار). اغتني والده من تجارة الفولاذ. فتيسر للاكشمي أن ذهب إلى جامعة سان كزافي. هناك كان عنده شهادة لايسانزفي العام 1969. بعد ذلك، عمل مع والده واشترى مصنع مفلس في إندونيسيا. بعد قليل، تزوّج بنت مُدين غني.
في العام 1994، انفصل عن والده وإخوته وأسس شركته.
اشترى عدة مصانع مفلسة في كل العمل (رومانيا، جنوب أفريقيا، بولندا، كازاخستان، البوسنة والهرسك، تشيك، الولايات المتحدة )

## منذ العام 2005
منذ العام 2005 وهو أغني شخص في المملكة المتحدة. في العام 2006،اشترى الرابطة التجارية آرسيلور. ثم، الآن، يملك آرسيلورـ ميتال، والتي تعتبر أكبر شركة في العالم في مجال صناعة الحديد الصلب.

## روابط خارجية
- لاكشمي ميتال على موقع IMDb (الإنجليزية)
- لاكشمي ميتال على موقع الموسوعة البريطانية (الإنجليزية)
- لاكشمي ميتال على موقع مونزينجر (الألمانية)
- لاكشمي ميتال على موقع إن إن دي بي (الإنجليزية)